# Demofoonte (Jommelli)
Demofoonte è un dramma lirico in tre atti del compositore Niccolò Jommelli, su libretto di Pietro Metastasio.

## Storia
Fu composto da Jommelli nel 1743, ma venne poi riscritto, dallo stesso Jommelli, altre tre volte in maniera del tutto differente, l'ultima delle quali nel 1770, su commissione del Teatro San Carlo, dopo il suo ritorno del compositore nella sua natia  Aversa reduce dai successi ottenuti in tutta Europa a capo di una compagnia costituita dai cantanti più celebri del momento e da un'orchestra ritenuta fra le più performanti dell'epoca. Il libretto era sempre quello di Metastasio del 1733.

## Trama

### Atto I
Reggia di Demofoonte. Matusio padre di Dircea è preso dallo sconforto per la sorte della figlia. A breve verrà annunciato il nome della vergine che verrà sacrificata ad Apollo. Il padre non è però al corrente che Dircea ha avuto un figlio da Timante. Demofoonte annuncia che Timante sposerà la principessa Creusa appena giunta in città. Cherinto, a cui è stato dato l'incarico di andare a ricevere l'illustre ospite, è a sua volta innamorato della bella principessa. Timante, che ama Dircea, chiede a Creusa di rifiutare il matrimonio ma questa offesa vuol vendicarsi e ordina a Cherinto di uccidere Timante. Matusio intanto, pensa di fuggire con la figlia, scelta come vittima da immolare ad Apollo. Intanto giungono le guardie per prendere in consegna Dircea.

### Atto II
Demofoonte dice che la scelta è caduta su Dircea come vendetta nei confronti di Matusio. Nel frattempo Timante viene a chiedere la grazia per Dircea rivelando a tutti il suo interesse per la ragazza ed il suo evidente rifiuto di Creusa. A questo punto Demofoonte ordina l'uccisione di Dircea ed a Timante non resta che progettare il rapimento della sua adorata per fuggire con lei fuori dal paese. Dircea, in uno slancio di generosità, mentre viene portata al tempio per il sacrificio, parla a Creusa e le affida il suo amato. Questa però dichiara di non amare Timante e di preferirgli il fratello Cherinto anche se così dovrà rinunciare ad essere regina. Timante giunge nel tempio per rapire la sua amata, ed incontra il padre al quale racconta il suo segreto. Egli ha sposato segretamente Dircea ed ha avuto un figlio da lei. Demofoonte, sdegnato, decide di farli uccidere entrambi.

### Atto III
Adrasto propone a Timante di farlo fuggire ma questi rifiuta l'offerta in quanto non intende lasciare la sua amata Dircea. Nel frattempo Cherinto annuncia che Demofoonte, a seguito della vista del bambino ed accettando la supplica di Creusa, ha annullato la condanna. Timante, felice, decide di concedere a Cherinto il diritto alla successione. Nel frattempo Matusio annuncia che a seguito di quanto riportato in un documento da poco scoperto risulta che Dircea è figlia di Demofoonte e quindi sorella di Timante. A questo punto Matusio rivela che Timante è in effetti suo figlio, scambiato alla nascita con Dircea, primogenita di Demofoonte, allo scopo di assicurare una successione al trono. L'accusa di incesto viene così a cadere, e Timante può andare a vivere con la sua Dircea mentre Creusa sposa Cherinto, divenuto erede al trono.